# Bartolomeo d'Alviano
Bartolomeo d'Alviano, detto anche Liviano (Todi, 1455 – Ghedi, 7 ottobre 1515), è stato un condottiero e politico italiano.
Fu conte di Alviano e signore di Pordenone.

## Biografia

### La carriera militare
Nacque da Francesco d'Alviano e da Isabella degli Atti di Todi. Finora si è sempre detto che quest'ultima morì dandolo alla luce e che fu quindi allevato ad Alviano, assieme ai fratelli Bernardino e Aloisio e a due cugini, da Emilia Monaldeschi, moglie dello zio paterno Corrado. La madre fu sepolta nel duomo di Todi e ciò ha fatto supporre che il bambino fosse nato in questa cittadina. Queste notizie, tratte tutte dalla vita del Leonij e copiate acriticamente dai successivi biografi, possono essere ora confutate da nuovi documenti venuti in luce in questi ultimi anni: Isabella risulta ancora viva negli anni sessanta del Quattrocento, quando riceve ripetutamente dei sussidi dalla Camera Apostolica in seguito alle confische subite dagli Alviano dopo la guerra mossa loro da Paolo II nel 1465; un altro documento pone poi la nascita di Bernardino al 1462 ed è almeno il secondo che contraddice la morte di Isabella al momento della nascita di Bartolomeo; da ultimo il nome di Emilia Monaldeschi non compare in nessuna genealogia della famiglia anzi, ancora da documenti inediti, risulta che madre di Gianrinaldo e Pandolfo, figli di Corrado, sia stata una Pantesilea.
La famiglia dei d'Alviano (detta anche dei Liviani) discendeva dal conte di Nocera Umbra, Attigliano e Baschi Offredo (vissuto nell'XI secolo), e apparteneva alla stessa stirpe longobarda dei Trinci, degli Atti, dei Gualtieri e dei Barnabò di Foligno.
Pur di costituzione esile, fu sin dall'inizio propenso alle arti belliche; d'altronde, sia il padre che lo zio erano dei validi condottieri e intrapresero una brillante carriera al servizio di varie signorie. Non gli mancò, comunque, una solida educazione umanistica sotto la guida di Antonio Pacini.

Giovanni Battista di Cergneu ne dà questa descrizione:
(Giovanni Battista di Cergneu, Cronaca delle guerre dei friulani coi Germani dal 1507 al 1524)
Combatté sin da giovanissimo, inizialmente in Italia centrale, al soldo dello Stato pontificio e nel 1496 per gli Orsini contro papa Alessandro VI e i Colonna.
Nel 1503 al servizio del re d'Aragona Ferdinando il Cattolico diede un determinante contributo alla sconfitta dei francesi nella battaglia del Garigliano, con la quale iniziò il dominio degli spagnoli sull'Italia meridionale.
Nel 1505 era a capo di un esercito di insorti pisani con intenti indipendentistici, sostenuto dai senesi contro la repubblica fiorentina nella battaglia di San Vincenzo, ma venne sconfitto dalle truppe di quest'ultima.
Nel 1507 passò insieme con Niccolò II Orsini, conte di Pitigliano e suo cugino, al servizio della Repubblica di Venezia. Combattendo per la Serenissima nel 1508 sottomise l'armata imperiale di Massimiliano I d'Asburgo, guidata dal duca Enrico di Brunswick presso Valle di Cadore, alla Mauria e a Pontebba, conquistando il Cadore. Anche Pordenone fu costretta nel 1508 alla resa incondizionata e Venezia l'assegnò in signoria perpetua all'Alviano stesso ed alla sua discendenza.

.
Nel 1509 tuttavia fu perdente nella battaglia di Agnadello (Gera d'Adda) e, sebbene rimasto ferito nello scontro, fu ritenuto colpevole per non aver rispettato le consegne del Senato veneziano. Fatto prigioniero dai francesi, rimase in carcere fino al 1513. Venne liberato in seguito alla firma del trattato di Blois tra la repubblica di Venezia e il re Luigi XII di Francia contro il ducato di Milano. Combatté ancora agli ordini di Louis de la Trémoille, comandante dell'esercito francese, e fu sgominato nella battaglia de La Motta dal viceré spagnolo di Napoli Raimondo de Cardona.
Il 25 marzo 1514 Bartolomeo riconquistò Pordenone, che nel frattempo era passata nuovamente in mano imperiale, facendola saccheggiare per vendicarsi dei pordenonesi che si erano arresi a Cristoforo Frangipane. Racconta il cronista contemporaneo Sebastiano Mantica che Bartolomeo d'Alviano:
Si attribuisce all'Alviano il merito della vittoria del re Francesco I di Francia, alleato di Venezia, a Marignano, che comportò la caduta del ducato di Milano, per il veemente assalto dato alle milizie dei mercenari svizzeri il secondo giorno della battaglia con soli 300 cavalieri (14 settembre 1515).
Bartolomeo d'Alviano occupò ancora Bergamo ai danni dell'esercito imperiale, ma morì il 7 ottobre cadendo da cavallo durante l'assedio di Brescia. Fu sepolto con esequie solenni a Venezia nella chiesa di Santo Stefano.
Segue la cronaca di Francesco Guicciardini sulla sua morte:
(Francesco Guicciardini, Storia d'Italia, Lib.12, cap.17)

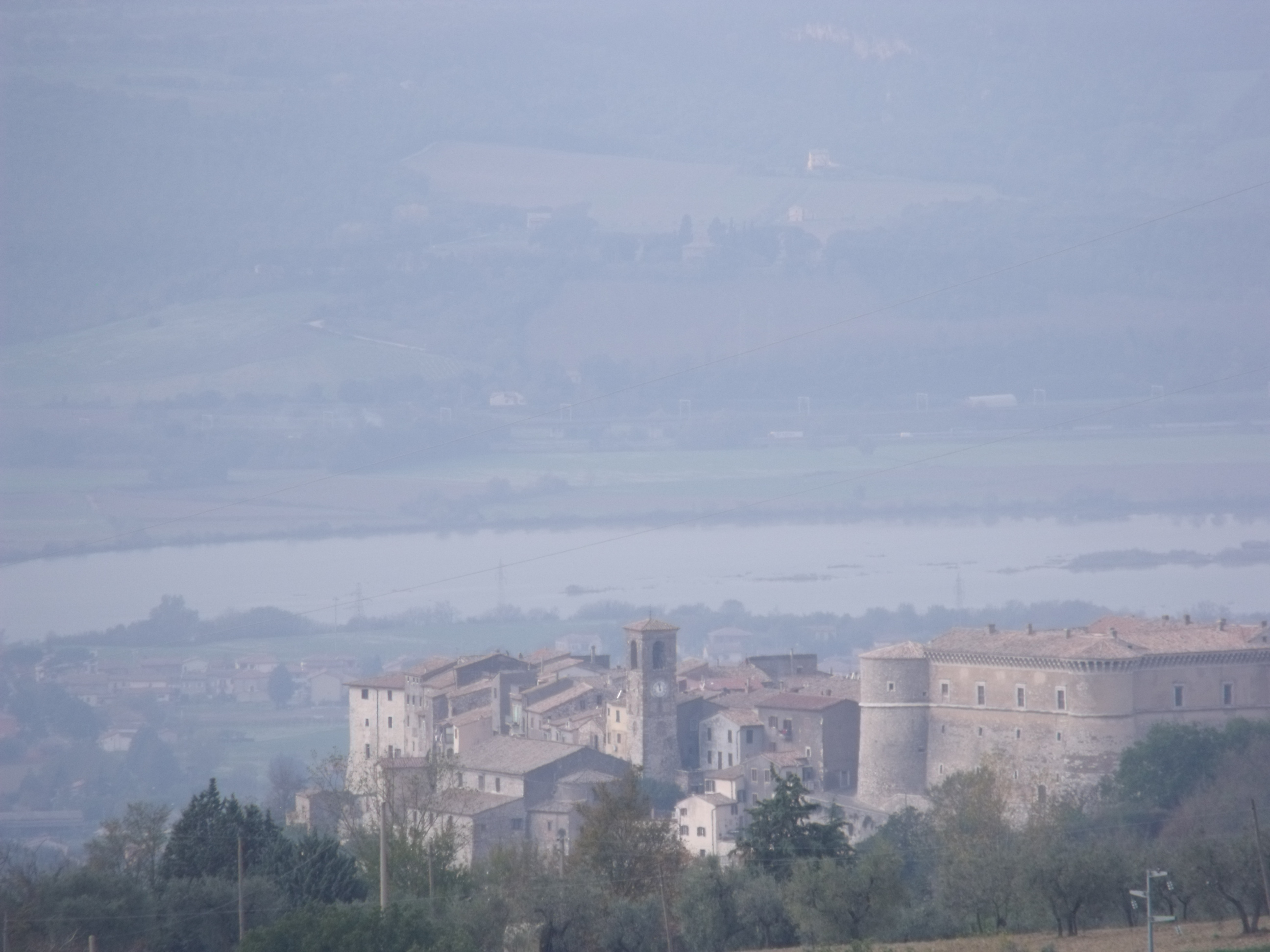
Alviano e il castello.

Bartolomeo d'Alviano fu anche esperto di fortificazioni militari: aveva ricostruito la rocca di Alviano e, per conto di Venezia, potenziato le mura di Padova, di Vicenza, ampliò e migliorò anche le mura di Treviso collaborando con Fra' Giocondo, altre città.
Durante la sua signoria su Pordenone fu fondata nel 1508 l'Accademia Liviana (che ebbe come insegna il Noncello) della quale furono membri, tra gli altri, Andrea Navagero, Pietro Bembo, Giulio Camillo Delminio, Girolamo Fracastoro (medico personale di Bartolomeo), Girolamo Aleandro (docente alla Sorbona e amico di Erasmo da Rotterdam, oltre che bibliotecario alla Vaticana).

## Discendenza
Il 15 giugno 1478 contrasse matrimonio con Orsina Orsini di Foglia, come risulta agli atti del notaio Camillo Beneimbene. In seguito potrebbe aver sposato Bartolomea, figlia di Napoleone Orsini, signore di Bracciano e cugina di Clarice, moglie di Lorenzo il Magnifico.
Rimasto vedovo nel 1497 accettò in seconde nozze Pantasilea Baglioni, sorella di Giampaolo, dalla quale ebbe:
- Livio, nato nel 1514, che ereditò la signoria di Pordenone e la contea di Alviano alla morte del padre, sotto la reggenza della madre fino al 1529 e morì combattendo per i francesi a Cherasco nel 1537. Pordenone passò quindi in possesso diretto di Venezia.[9]
- Porzia, sposò Pietro Monaldeschi
- Isabella
- Angelo
- Isabella, sposò Giangiacomo Cesi
- Laura, sposò Francesco Degli Atti
- Lucrezia, sposò Antonello Zampeschi

## Stemma di famiglia
Lo stemma è presente nel paese di origine del condottiero, Alviano, in Umbria, nel castello, sulla facciata della chiesa parrocchiale, unito però a quello degli Orsini, famiglia cui si era unito Bartolomeo, sposando nel 1482 Bartolomea. Lo ritroviamo anche a Todi, paese di origine della madre di Bartolomeo, della famiglia Atti, e ad Acquasparta nella chiesa parrocchiale, sulla lapide murale della tomba dove riposano i resti di Bernardino (fratello di Bartolomeo) e Livio d'Alviano, figlio del condottiero.

## Nella cultura di massa
Bartolomeo d'Alviano compare nei videogiochi Assassin's Creed II e Assassin's Creed: Brotherhood della serie di Assassin's Creed come alleato.